# Omar Suleiman

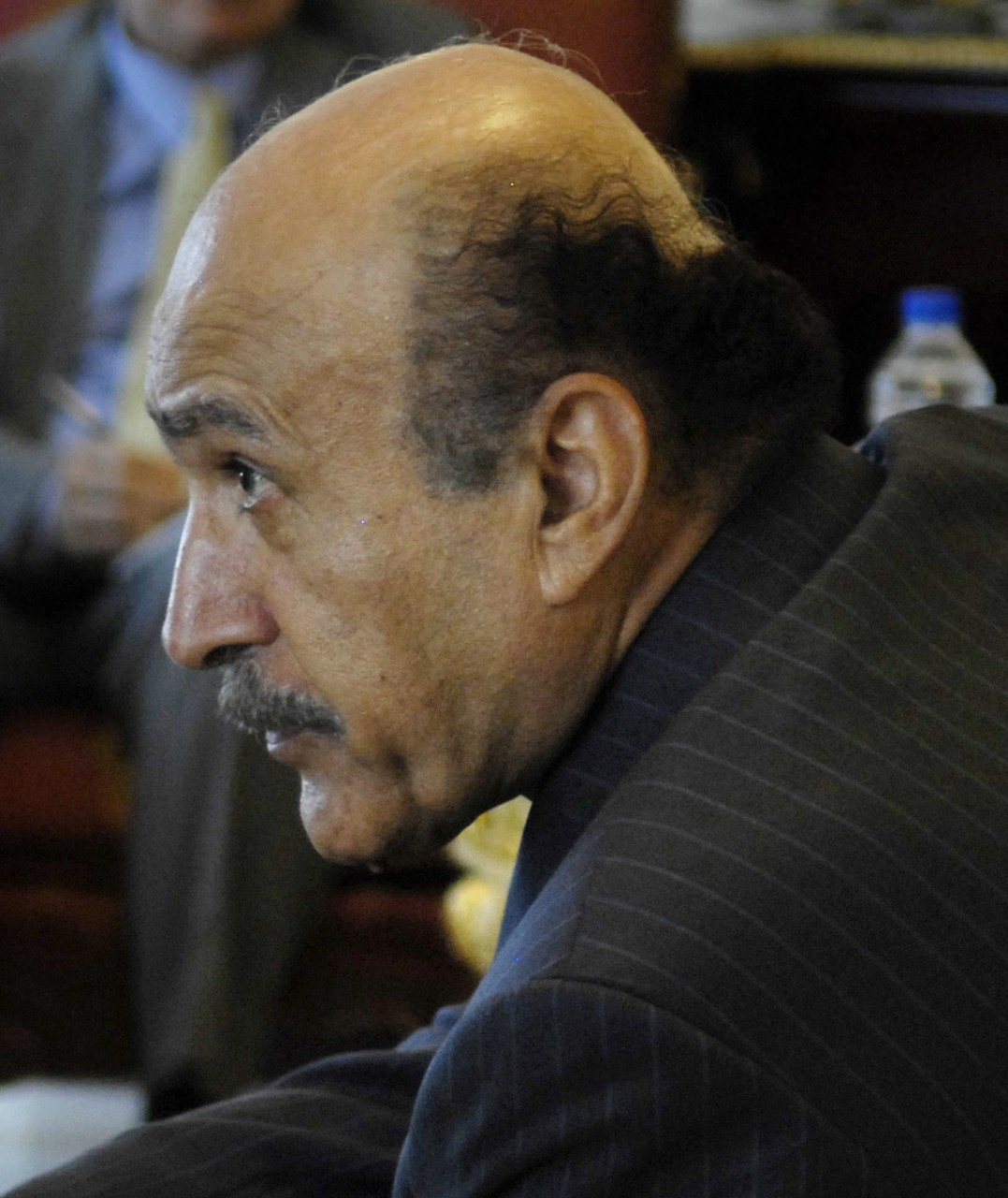
Omar Suleiman 2007

Omar Suleiman (arabisch عمر سليمان, DMG ʿUmar Sulaimān; * 2. Juli 1936 in Qina; † 19. Juli 2012 in Cleveland, Ohio, USA) war ein ägyptischer Politiker, der von 1993 bis 2011 der Direktor des ägyptischen Geheimdienstes Muchabarat war. Nachdem Mubarak seine Regierung aufgelöst hatte, ernannte er Suleiman zum Vizepräsidenten. Suleiman hatte dieses Amt vom 29. Januar 2011 bis zum 11. Februar 2011 inne.
Während Suleiman im Ausland geschätzt wurde, war er für viele Ägypter die Schlüsselfigur in Mubaraks Führungsriege. Nach dem Sturz des langjährigen Machthabers strebte er selbst eine Kandidatur für das Präsidentenamt an, aber die Wahlkommission schloss ihn aus. Nach seiner gescheiterten Kandidatur verließ Suleiman Ägypten.

## Leben
Suleiman wurde in Oberägypten geboren. 1954 begann er im Alter von 19 Jahren seine Ausbildung an der Militärschule in Kairo. In den 1960er Jahren, wurde er, wie Mubarak einige Jahre zuvor, an der Frunse-Militärakademie in Moskau, in der damaligen Sowjetunion, ausgebildet. Zwischen 1962 und 1973 war er auf verschiedenen Positionen an allen Kriegen Ägyptens mit Israel – Sechstagekrieg und Jom-Kippur-Krieg – beteiligt.
In den 1980er Jahren, als Ägypten ins westliche Lager wechselte, wurde Suleiman an der John F. Kennedy Special Warfare School in Fort Bragg (North Carolina) in Geheimdienstarbeit und „besonderer Kriegsführung“ ausgebildet. Das Studium der Politischen Wissenschaften (Mitte der 1980er Jahre) – an der Ain-Shams-Universität in Kairo – schloss er mit Bachelor und Master ab.

### Karriere
Sein eigentlicher Aufstieg begann, als er 1986 zum militärischen Geheimdienst wechselte und 1991 dessen Leitung übernahm. 1993 wurde er schließlich zum Leiter des – dem Präsidenten unmittelbar untergeordneten – zivilen ägyptischen Geheimdiensts Muchabarat (auch englisch General Intelligence Service, GIS) ernannt.
Das tiefe Vertrauen seines obersten Chefs Mubarak errang Suleiman im Juni 1995. Damals nahm Mubarak an einem Afrika-Gipfel in der äthiopischen Hauptstadt Addis Abeba teil. Elf islamische Extremisten waren ihm dorthin gefolgt und hatten auf dem Weg vom Flughafen in die Stadt das Feuer auf die Präsidenten-Limousine eröffnet. Mubarak blieb jedoch unversehrt: Suleiman hatte am Tag zuvor dafür gesorgt, dass der ursprünglich vorgesehene Wagen gegen einen eigens aus Ägypten eingeflogenen gepanzerten Mercedes ausgetauscht worden war. Als die Kugeln in das Fahrzeug einschlugen, saß er neben Präsident Mubarak.

### Rolle im Palästinakonflikt
Suleiman vermittelte 2000 während der Intifada zwischen Israel und den palästinensischen Aufständischen, er wurde in diplomatischen Kreisen als gemäßigte Kraft eingeschätzt. Durch die Veröffentlichung von Depeschen US-amerikanischer Botschaften durch WikiLeaks wurde bekannt, dass Suleiman im Jahre 2005 Israel versprach, die demokratischen Wahlen im Gazagebiet zu stoppen. Gegenüber Amos Gilad, einem hochrangigen Mitarbeiter des israelischen Verteidigungsministeriums, sagte er: „Es wird keine Wahlen im Januar geben. Wir kümmern uns darum.“

### Foltervorwürfe

Folteropfer und Menschenrechtsgruppen berichteten, dass Suleiman den systematischen Einsatz von Folter beaufsichtigte und einen Gefangenen im umstrittenen „extraordinary rendition programme der CIA“ persönlich gefoltert habe

Suleiman hatte in der engen Zusammenarbeit der Sicherheitsapparate Ägyptens und der USA eine Schlüsselrolle inne. Auch in der Praxis des geheimen und klandestinen Transferprogramms („extraordinary rendition“) der US-Geheimdienste, weltweit Verdächtige aufzugreifen und in Gefängnisse loyaler Drittländer zu verschleppen, wo sie brutalen Verhörmethoden und Folter ausgesetzt wurden – was in Gefängnissen auf US-Gebiet verboten gewesen wäre – war Suleiman der Kontaktmann der CIA in Ägypten.
In einem prominenten Fall gebrachten die USA den mutmaßlichen Al-Qaida-Aktivisten Ibn Al-Shaykh Al-Libi (1963 Ajdabiya – 2009) vor der völkerrechtswidrige Militärinvasion von 2003 nach Ägypten, um eine Verbindung zwischen Saddam Hussein und Al-Qaida zu konstruieren. Unter Folter wurde von ihm Aussagen über eine Zusammenarbeit des Terrornetzwerks Al-Qaida mit Iraks Staatspräsidenten Saddam Hussein erzwungen. Al-Libi sei gefesselt nach Kairo geflogen worden, wo die CIA auf die Arbeit Suleimans vertrauten, schrieb der US-Journalist Ron Suskind in seinem Buch „The One Percent Doctrine“. Al-Libi machte schließlich die gewünschte Aussage – die dann vom damaligen US-Außenminister Colin Powell zur Grundlage für die öffentliche Rechtfertigung des Irakkrieges während seiner Präsentation vor dem UN-Sicherheitsrat am 5. Februar 2003 angeführt wurde. Später zog Al-Libi seine Aussage zurück und starb 2009 unter mysteriösen Umständen.
Der australische Staatsbürger Mamdouh Habib, der 2001 in Pakistan Zeuge wurde, wie Schlägertypen der pakistanischen Sicherheitskräfte Jagd nach „verdächtigen Ausländern“ machten und zwei junge Deutsche von ihren Sitzen gezerrten, mischte sich ein, wurde von den Pakistanis verhaftet, niedergeschlagen und in eine Zelle gesperrt, mit Strom gefoltert, dann nach Ägypten verschleppt und dort persönlich von Suleiman verhört und gefoltert. Habib wurde der Al-Qaida-Mitgliedschaft verdächtigt. Suleiman wollte Habib mit allen Mitteln zu einer Aussage bringen und befahl einem Wächter, vor den Augen Habibs einen Gefangenen aus Turkestan zu ermorden. Seit dem 15. April 2011 klagt er gegen Suleiman und Mubarak in Ägypten.

### Rolle in der ägyptischen Revolution 2011
Suleiman versprach der Muslimischen Bruderschaft während der Revolution die Aufhebung ihres Verbots und die Erlaubnis zur Bildung einer politischen Partei, wenn sie sich von den Demonstrationen zurückziehen würde.
Er wurde als potentieller Nachfolger des Präsidenten Husni Mubarak gehandelt. Am 29. Januar 2011 wurde er von diesem unter dem Druck öffentlicher Proteste zum Vizepräsidenten berufen. Er war der erste Vizepräsident seit dem Amtsantritt Mubaraks.
Der ehemalige Vizepräsident wurde am 19. April 2011 von der ägyptischen Generalstaatsanwaltschaft über das gewaltsame Vorgehen gegen Demonstranten befragt, um festzustellen, welche Informationen dem Geheimdienst zur Revolution vom 25. Januar vorlagen.

### Präsidentschaftskandidatur 2012
Suleiman plante, bei der Präsidentschaftswahl in Ägypten 2012 als Kandidat anzutreten. Im April 2012 gab die Wahlkommission jedoch bekannt, ihn von der Präsidentschaftswahl auszuschließen, da er nicht, wie vorgeschrieben, die Unterstützung von Wählern aus 15 Provinzen erhalten habe. Suleiman hatte zuvor in einer repräsentativen Umfrage der unabhängigen Tageszeitung Al-Masry Al-Youm mit 20,1 Prozent die meisten Stimmen erhalten. Ein gleichzeitig von den Islamisten im Parlament gebilligtes Gesetz, das vorsieht, hohe Vertreter des Mubarak-Regimes für einen Zeitraum von zehn Jahren von Staatsämtern auszuschließen, ist noch nicht von der Militärregierung gebilligt worden.
Danach verließ er Ägypten und ging in die Vereinigten Staaten. Am 19. Juli 2012 wurde bekannt gegeben, dass Suleiman während medizinischer Untersuchungen in der Cleveland Clinic in Ohio im Alter von 76 Jahren gestorben sei.

## Weitere Informationen
- Shlomo Shpiro: Intelligence Services and Political Transformation in the Middle East. In: International Journal of Intelligence and Counterintelligence. 17. Jahrgang, Nr. 4, 2004, S. 575–600, doi:10.1080/08850600490496407.
- Owen L. Sirrs: A History of the Egyptian Intelligence Service: A History of the Mukhabarat, 1910–2009. Routledge, New York 2010, ISBN 978-0-415-56920-0.
- Ron Suskinds: The One Percent Doctrine, 2006.
- Jane Mayer: The Dark Side, 2008.